# Kota Raja (Tabir Ilir)
Kota Raja is een bestuurslaag in het regentschap Merangin van de provincie Jambi, Indonesië. Kota Raja telt 1265 inwoners (volkstelling 2010).